# Uruapan
Uruapan est la seconde ville la plus peuplée de l'État de Michoacan au Mexique. Son nom officiel est Uruapan del Progreso. En 2010, sa population était de 315 350 habitants.

## Toponyme
Le toponyme Uruapan provient du purépecha Uruapani qui signifie à la fois « floraison » et « fructification » et il peut donc se traduire par « lieu où tout fleurit », ou encore « lieu où les arbres portent toujours des fruits ».

## Climat
Uruapan, comme une grande partie du centre du Michoacán, dispose d'un climat tempéré particulièrement propice à la végétation et à la culture de l'avocat.

## Économie

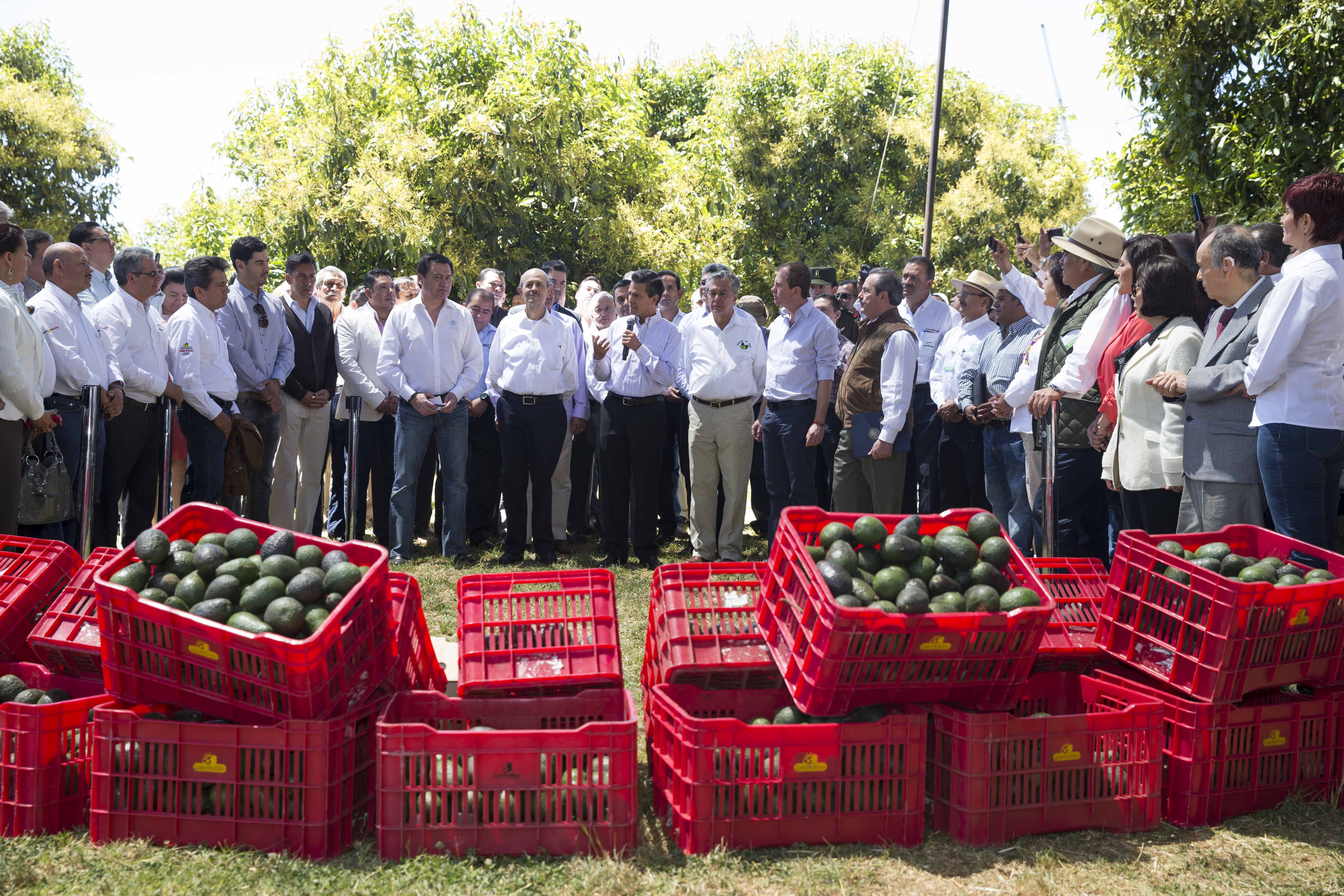
Discours du président mexicain Enrique Peña Nieto en faveur du Programme de production et d'exportation d'avocat, à Uruapan, en 2014.

Depuis la suspension, en 1997, de l'interdiction d'importer aux États-Unis des avocats mexicains, qui était en vigueur depuis 1914, et surtout depuis 2005, quand les producteurs d'avocats mexicains ont pu librement exporter à presque tous les États nord-américains (hormis la Californie, la Floride et Hawaï), toute l'année, Uruapan est appelée la capitale mondiale de l'avocat car elle a longtemps été la commune qui produisait la part la plus importante des avocats du Michoacán,, qui produit lui-même plus des trois quarts des avocats du pays (1,477 million de tonnes sur 1,889 million de tonnes en 2016) et plus d'un quart de la production mondiale (qui s'est élevée à 5,788 millions de tonnes en 2016). Ce titre honorifique traditionnel est cependant contesté par les producteurs de la commune de Tancítaro, qui déclarent produire désormais davantage d'avocats (200 000 tonnes en 2016). En 2016, les 14 300 hectares de plantations d'avocatiers d'Uruapan ont permis de commercialiser une récolte de 144 610 tonnes d'avocats, dont la vente est estimée à plus de 2 millions de pesos.
En raison de l'importance économique de la production d'avocats, surnommée l'or vert du Michoacán, les cartels de drogue mexicains ont investi le secteur, dont La Familia Michoacana, les Chevaliers Templiers et, plus récemment, le cartel de Jalisco Nouvelle Génération. À cause de la présence accrue des cartels, une étude du Conseil Citoyen pour la Sécurité Publique et la Justice Pénale a classé Uruapan comme la troisième ville la plus dangereuse au monde en 2019, avec 85 homicides pour 100 000 habitants, c'est-à-dire le troisième plus haut taux d'homicide relevé dans le monde cette année là derrière deux autres villes mexicaines, Tijuana et Ciudad Juárez.

## Histoire

### Histoire préhispanique
Uruapan était un établissement préhispanique, habité principalement par des Purépechas. Une grande partie de son histoire est inconnue et de nombreux sites archéologiques n'ont pas été fouillés. Le plus ancien document concernant la région est le Lienzo de Jucutacato, trouvé dans la communauté de Jicalán. On sait que la région a été conquise en 1400 par une alliance des seigneurs de Pátzcuaro, Tzintzuntzan et Ihuatzio,.

### Époque coloniale
Lorsque les Espagnols ont envahi l'empire Purépecha, le dernier souverain s'est enfui à Uruapan, conduisant les Espagnols ici en 1522. C'est pour cette raison que les Espagnols sont arrivés ici en 1522. En 1524, la région est devenue une encomienda sous la direction de Francisco de Villegas et a été évangélisée par les Franciscains,,.
Le frère franciscain Juan de San Miguel est considéré comme le fondateur de la ville moderne. En 1534, il l'a divisée en neuf quartiers, chacun ayant sa propre chapelle et son saint patron, et a désigné les habitants de chacun d'eux. En 1540, la région est devenue une république indienne,.
Pendant la période coloniale, la ville était un lieu stratégique, notamment pour le commerce, entre les hautes terres de Purépecha et la Tierra Caliente qui descend vers la côte.
En 1577, une peste a décimé la population.
En 1754, la paroisse d'Uruapan était composée de la ville d'Uruapan, de trois villages (San Francisco Xicalán, San Francisco Jucutacato et San Lorenzo), de deux ranchs (Tiamba et San Marcos) et de l'hacienda Carasa. La population était un mélange de Purépecha, d'Européens, d'Africains et de métis,.
En 1766, la population se révolte contre les efforts des Espagnols pour recruter la population dans le service militaire. Cette révolte est suivie d'une répression et de l'exécution de plusieurs personnes en 1767, à la fois pour la résistance de l'année précédente et pour les protestations contre l'expulsion des jésuites.
De 1795 à 1798, l'insurgé José María Morelos y a vécu. Pendant la guerre, la ville a servi de refuge à plusieurs reprises à des insurgés, dont le local José María Izazaga.

### XIXesiècle
En 1806, un tremblement de terre a détruit l'hôpital, et en 1817, la ville a été incendiée. Uruapan est officiellement devenue une municipalité en 1831. Pour son rôle dans la guerre d'indépendance, elle a été nommée Ciudad del Progreso (ville du progrès) en 1858,.
En 1842, la ville a soutenu le gouvernement d'Antonio López de Santa Anna.
En raison de l'intervention française, Uruapan a été la capitale temporaire du Michoacan de 1863 à 1867. En 1864, les troupes françaises sont entrées dans la ville et l'ont soumise. En 1865, le général José María Arteaga, chef de l'armée républicaine, et quatre autres officiers ont été exécutés par un peloton d'exécution, et sont connus comme les martyrs d'Uruapan. En 1866, les républicains ont tenté de libérer la ville des Français lors de la bataille de Magdalena, mais ils ont été vaincus.
La première usine textile s'est installée dans la ville en 1874, et le premier journal local, El Precursor Uruapense, a été fondé en 1880. La première ligne de chemin de fer a atteint la ville en 1899, et une ligne de trolley a été construite entre la gare ferroviaire et la place principale en 1900.

### XXeetXXIesiècles
En 1910, un incendie a détruit plusieurs usines de la ville.
La ville a été attaquée à plusieurs reprises pendant la révolution mexicaine, dont les plus notables ont été menées par Joaquín Amaro. Dans les années 1930, des efforts de redistribution des terres agricoles ont commencé. En 1947, la Commission Tepalcatepec a été créée pour moderniser l'économie et les infrastructures de la région.
Depuis la fin du XXe siècle, la ville connaît des problèmes de crime organisé, comme une grande partie du reste de l'État. Deux organisations criminelles, Los Zetas et La Familia Michoacana, se sont battues pour le contrôle de cette région, en raison de sa situation géographique sur les routes de la drogue,. En 2014, la ville a été brièvement reprise par les Grupos de Autodefensa Comunitaria ou « autodefensas », un mouvement civil armé qui tente de contrer le pouvoir des cartels, sans le soutien du gouvernement local et de l'État.